# Делюн
Делю́н (рос. Делюн) — село у складі Стрітенського району Забайкальського краю, Росія. Входить до складу Усть-Нарінзорського сільського поселення.

## Населення
Населення — 72 особи (2010; 73 у 2002).
Національний склад (станом на 2002 рік):
- росіяни — 100 %